# Język tangoa
Język tangoa, także: santo, santo południowy – język austronezyjski z grupy języków oceanicznych, używany przez mieszkańców wyspy Tangoa, należącej do państwa Vanuatu. Według danych z 2001 r. posługuje się nim 800 osób.
Jest używany w różnych sferach życia, przez wszystkich członków społeczności. Na sąsiedniej wyspie Araki wypiera miejscowy język araki. Do zapisywania tego języka stosuje się alfabet łaciński.